# Relations entre la Moldavie et la Roumanie
 (novembre 2023).
Les relations entre la Moldavie et la Roumanie sont des relations internationales s’exerçant entre deux États d’Europe de l'Est, la République de Moldavie et la République de Roumanie. Leur frontière commune, longue de 681,4 km, est fixée sur le talweg de la rivière Prut. La Moldavie a une ambassade à Bucarest tandis que la Roumanie a une ambassade à Chișinău ainsi que deux consulats à Bălți et Cahul. Le gouvernement de Roumanie comporte au sein de son Ministère des Affaires étrangères, un « Département des relations avec la République de Moldavie » (Departamentul pentru relația cu Republica Moldova) dirigé par un Secrétaire d'État affecté à cette mission.

## Histoire
Au début du XIXe siècle, en 1812, le traité de Bucarest sépare une première fois en deux la Principauté de Moldavie de part et d’autre de la rivière Prut, et cette séparation dure 105 ans jusqu'en 1917 lorsque la première République démocratique moldave, après s’être déclarée indépendante de l’Empire russe, s’unit au royaume de Roumanie. Cette réunification ne dure que 22 ans car en 1940, conformément au pacte germano-soviétique, la rivière Prut redevient frontière entre l’URSS à l’est (rive gauche) et la Roumanie à l’ouest (rive droite).

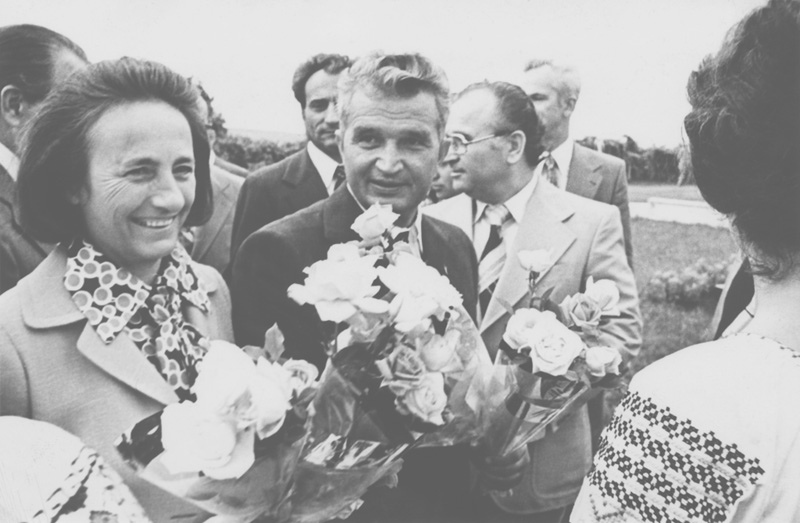
Visite du président roumain Nicolae Ceaușescu et de son épouse à Chișinău en août 1975, accueillis par le dirigeant de la Moldavie soviétique Ivan Bodiul (lunettes)

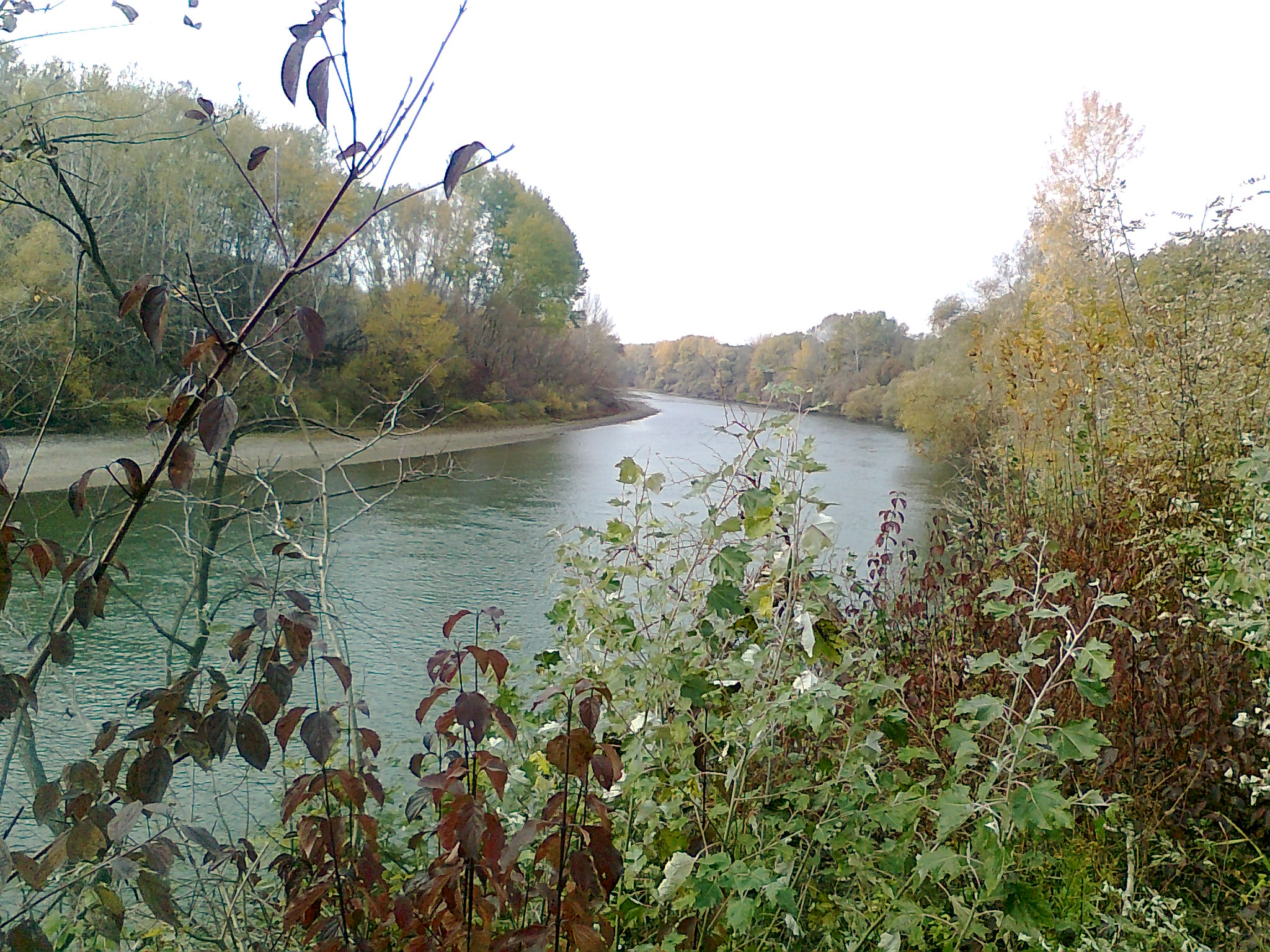
Le Prut entre le județ de Botoșani en Roumanie (Union européenne) et le raion de Glodeni, en Moldavie (CEI).

La partie de la Moldavie restée en Roumanie forme désormais la Moldavie occidentale tandis que l’autre partie, située en URSS et dite aussi Bessarabie (bien que ce terme ancien ne corresponde pas exactement à la Moldavie soviétique), forme la Moldavie orientale, soit l’actuelle république de Moldavie depuis la dislocation de l'URSS en 1991.
Jusqu’en 1975, les relations entre les deux parties de la Moldavie étaient très réduites et jusqu’en 1989 n'y avait que trois points de passage, deux ferroviaires (Iași-Ungheni et Galați-Giurgiulești) et un seul routier (Albița-Leușeni). Les trains internationaux Bucarest-Moscou s'arrêtaient à la frontière pour les contrôles et les changements de bogies, mais pas en Moldavie orientale, et les contacts étaient réservés aux sphères dirigeantes ; les Moldaves citoyens soviétiques avaient l’obligation, à l’étranger ou face à des ressortissants étrangers, de s'exprimer en russe, officiellement « langue de communication interethnique ». Ce fut par exemple le cas lors de la visite du président roumain Nicolae Ceaușescu et de son épouse Elena à Chișinău en août 1975. En décembre 1976, le dirigeant soviétique de la Moldavie orientale, Ivan Bodiul et son épouse Claudia furent les premiers visiteurs moldaves importants en Roumanie durant la période communiste.
Pour les populations moldaves des deux côtés du Prut, tout contact reste impossible jusqu’à ce que Mikhaïl Gorbatchev mette en place la perestroïka (« réforme ») et la glasnost (« transparence ») qui ont pour effet d’entrouvrir la frontière et, en 1989, de rendre à la langue « moldave » (nom soviétique du roumain parlé en URSS) son alphabet latin (sauf en Transnistrie) et le statut de langue officielle à côté du russe.
En 1990 et 1991, pendant la dislocation de l'URSS et lors de l’indépendance de la république de Moldavie (que la Roumanie fut le premier État à reconnaître, dès le 28 août 1991), les Moldaves des deux rives du Prut, citoyens roumains ou soviétiques, vinrent en masse sur les ponts frontaliers se retrouver, se saluer et s’embrasser : ces manifestations populaires furent appelées « ponts de fleurs ». Plus d'un million de Moldaves y participèrent. Elles furent suivies par une facilitation de la circulation des personnes (cinq nouveaux points de passage furent ouverts et les visas ne furent plus nécessaires durant les périodes où la Moldavie orientale fut gouvernée par des pro-européens) et surtout des marchandises, la Roumanie devenant par moments le deuxième partenaire commercial de la Moldavie après la Russie.
La séparation entre les deux États et donc la frontière sur le Prut restèrent cependant en place, car même si les deux pays partagent de forts liens historiques, culturels et linguistiques, en Moldavie orientale désormais indépendante les minorités issues de la colonisation de la Bessarabie représentent un tiers de la population (contre 11 % en Roumanie) et elles ont de forts liens historiques, culturels et linguistiques avec la Russie. Ces minorités en majorité russophones, ainsi qu’une fraction des Moldaves ex-soviétiques, ont donné aux communistes et socialistes la moitié et parfois plus des sièges au parlement de Moldavie (par exemple, 47 sièges sur 101 aux élections de 2014).

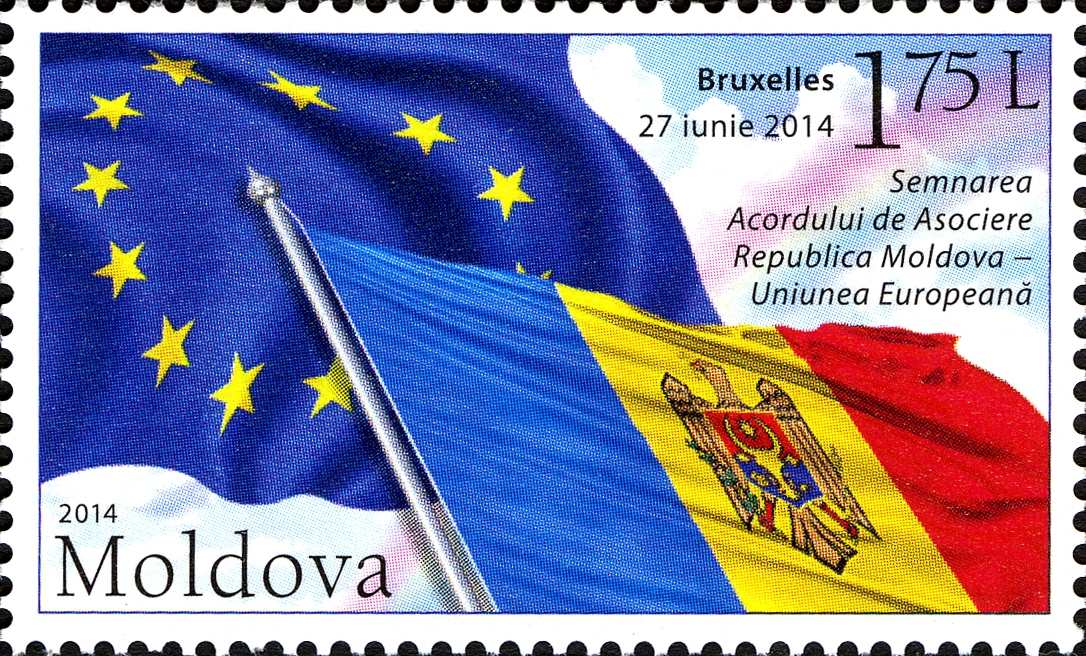
Timbre célébrant l'accord d'association entre la Moldavie et l'UE.

C’est pourquoi, depuis près de 80 ans (en 2018) les deux pays sont séparés et appartiennent aujourd’hui à des sphères géopolitiques différentes, pro-atlantique et européenne pour la Roumanie, pro-russe pour la Moldavie, membre de la CEI issue de l’URSS. La frontière commune des deux pays sur la rivière Prut est donc aussi une frontière entre deux zones d’influence majeures entre superpuissances, celle de l’UE et de l’OTAN sur sa rive droite occidentale, et celle de la CEI et de la Russie sur sa rive gauche orientale. Les huit points de passage ainsi que le cours de la rivière (navigable sur 716 km pour de petites embarcations) entre ces points sont, par conséquent, particulièrement surveillés, par la section roumaine de la Frontex et par les garde-frontières moldaves.
La Moldavie a rejoint le partenariat pour la paix de l’OTAN le 16 mars 1994 et le Partenariat oriental de l’UE en 2009 avant de signer un accord d'association avec l'UE le 1er juillet 2016. Mais c’est la Roumanie qui, depuis 1990, permet aux citoyens moldaves d’entrer dans l’UE, ce qui a donné lieu en 2010 à une controverse avec l’Allemagne et en 2014 au projet de l’oligarque moldo-russe Renato Usatyi (ru), millionnaire en euros et chef du parti pro-russe RPP (en), de construire « une nouvelle muraille de Chine entre la Moldavie et la Roumanie ».
Si le rapprochement de la Moldavie avec l'Union Européenne a pu avoir lieu sans provoquer de réaction armée russe (comme en 1992 et depuis 2014 en Ukraine voisine), en revanche le rapprochement politique et institutionnel avec la Roumanie, revendiqué par le mouvement unioniste roumanophone et incarné par l’« union symbolique des communes moldaves à la Roumanie une par une » (130 communes sur 914 en mars 2018), n’est pas à l’ordre du jour, car les autorités pro-russes de la Moldavie dénient à ce mouvement toute légitimité et soulignent son illégalité, affirmant qu’il ne s’agit que d’une « manifestation de l’impérialisme roumain, lui-même marionnette de l’impérialisme de l’OTAN ».
Un partenariat moins polémique a pu se mettre en place légalement depuis 2005 : c’est l’Eurorégion « Siret-Prut-Nistre » (en roumain Euroregiunea Siret-Prut-Nistru, en gagaouze Evrobölgä Siret–Prut–Nistru), l’une des eurorégions à cheval sur les frontières de l’UE, d’une superficie d’environ 34 000 km2 avec environ 3,7 millions d’habitants, qui recouvre 40 % du territoire de la Moldavie historique et dont font partie :
- dans l'Union européenne, en Roumanie, les trois județe de Iași, Vaslui et, en Valachie, Prahova ;
- dans la Communauté des États indépendants, en Moldavie :
  - 25 raions sur 32 :
    - dans la Région Nord (Țara de Sus ou Haute-Moldavie) 7 raions sur 11 : ceux de Drochia, Fălești, Florești, Glodeni, Rîșcani, Sîngerei et Soroca ;
    - dans la Région Centre (Țara de Mijloc ou Moyenne-Moldavie) 13 raions sur 14 : ceux d'Anenii Noi, Călărași, Criuleni, Dubăsari, Hîncești, Ialoveni, Nisporeni, Orhei, Rezina, Șoldănești, Strășeni, Telenești et Ungheni ;
    - dans la Région Sud (Țara de Jos ou Basse-Moldavie) 5 raions sur 8 : ceux de Basarabeasca, Căușeni, Cimișlia, Leova et Ștefan Vodă ;

  - la région autonome de Gagaouzie comportant 3 dolays[15].